# 上田市立図書館
上田市立図書館（うえだしりつとしょかん）は長野県上田市が設置する公共図書館群。上田市図書館条例に基づいて運営される。

## 概要
上田図書館、情報ライブラリー、丸子図書館、真田図書館の4館のほか、上田創造館と武石公民館に分室がある。一部の資料を除き、上田地域図書館情報ネットワーク（エコール）に加盟している周辺市町村（東御市・坂城町・長和町・青木村）の図書館や公民館図書室、長野大学附属図書館等の資料の貸出しや返却が可能である。 移動図書館には上田図書館の「やまびこ号」、丸子図書館の「あおぞら号」がある。

## 上田市立上田図書館

### 沿革
- 1923年 - 旧上田市立図書館が開館[3]。
- 1951年 - 点字図書部を設置[3]。
- 1955年 - 長野県上田点字図書館に移管[3]。
- 1970年 - 現在地に移築・新設[3]。
- 1995年 - 上田地域図書館情報ネットワーク（エコール）稼働[3]。
- 2006年 - 上田市立上田図書館に改称。

### 建物構造
- 所在地 - 〒389-0517 長野県上田市材木町1丁目2番47号
- 構造 - 鉄筋コンクリート構造、地上2階建て
- 延床面積 -  2021m2

### 開館時間
- 平日：午前9時00分 - 午後6時30分
- 土日・祝日：午前9時00分 - 午後5時00分

#### 休館日
毎週月曜日、毎月最終月曜日、特別整理日、年末年始

### 文庫
- 花月文庫 - 第十九国立銀行元頭取の飯島花月（保作）が収集した近世の庶民教育、文学、音楽、歴史、美術、郷土史などの資料。
- 嬉笑文庫 - 飯島花月（保作）の弟・飯島寅次郎が収集した小説、歌曲、狂歌などの資料。
- 花春文庫 - 旧上田藩主・藤井松平家所蔵の江戸時代の読本。
- 藤蘆文庫 - 藤本善右兵衛が収集した国学、和歌歌学、歴史、神道関係の資料。
- 小河文庫 - 遺族から寄贈された小河滋次郎の著作。
- 小崎文庫 - 小崎軍司が寄贈した美術資料。
- 野沢文庫 - キリスト教関係図書。
- 滝沢文庫 - 大日本資料、大日本古文書に関する資料。

#### 花月文庫
内容は花月自身の分類による37部仕立てで、計8569冊が入庫している。庶民教育の部は大部分が往来物で、代表的な資料に慶安3年（1650年）の「貞徳文集」などがある。音楽の部は主として浄瑠璃本や長唄本で、代表的な資料に天和3年（1683年）の「藤戸の先陣」などがあり、狂歌では「卜養狂歌」、歌謡では長禄本「和漢朗詠集」、川柳では「柳樽」がある。産業の部では代表的な資料に正徳2年（1712年）の「養蚕育手鏡」などがある。最も多い文学の部は、代表的な資料に宝永年間ころの井原西鶴「筆の初染」、元禄2年（1689年）の「本朝桜蔭比事」、菱川師宣の絵入り「きくわく孝行物語」や「ただす物語」、貞享3年（1686年）の鹿野武左衛門「江戸鹿の巻筆」などがあり、その他、小噺本や稀覯本、百人一首関係の資料などがある。郷土史料には「信濃国小県郡年表」、「踏入差出帳」、「補憶記」、「上田古地図」、赤松小三郎自筆「みみぶくろ」などがある。

## 上田市立真田図書館

### 沿革
- 2010年 - 開館。

### 建物構造
- 所在地 - 〒386-2201 上田市真田町長7178番地1
- 構造 - 鉄骨構造、地上2階建て
- 延床面積 - 1202m2

### 開館時間
- 平日：午前9時00分 - 午後6時30分
- 土日・祝日：午前9時00分 - 午後5時00分

#### 休館日
毎週月曜日、祝日、特別整理日、年末年始

## 長野県上田点字図書館

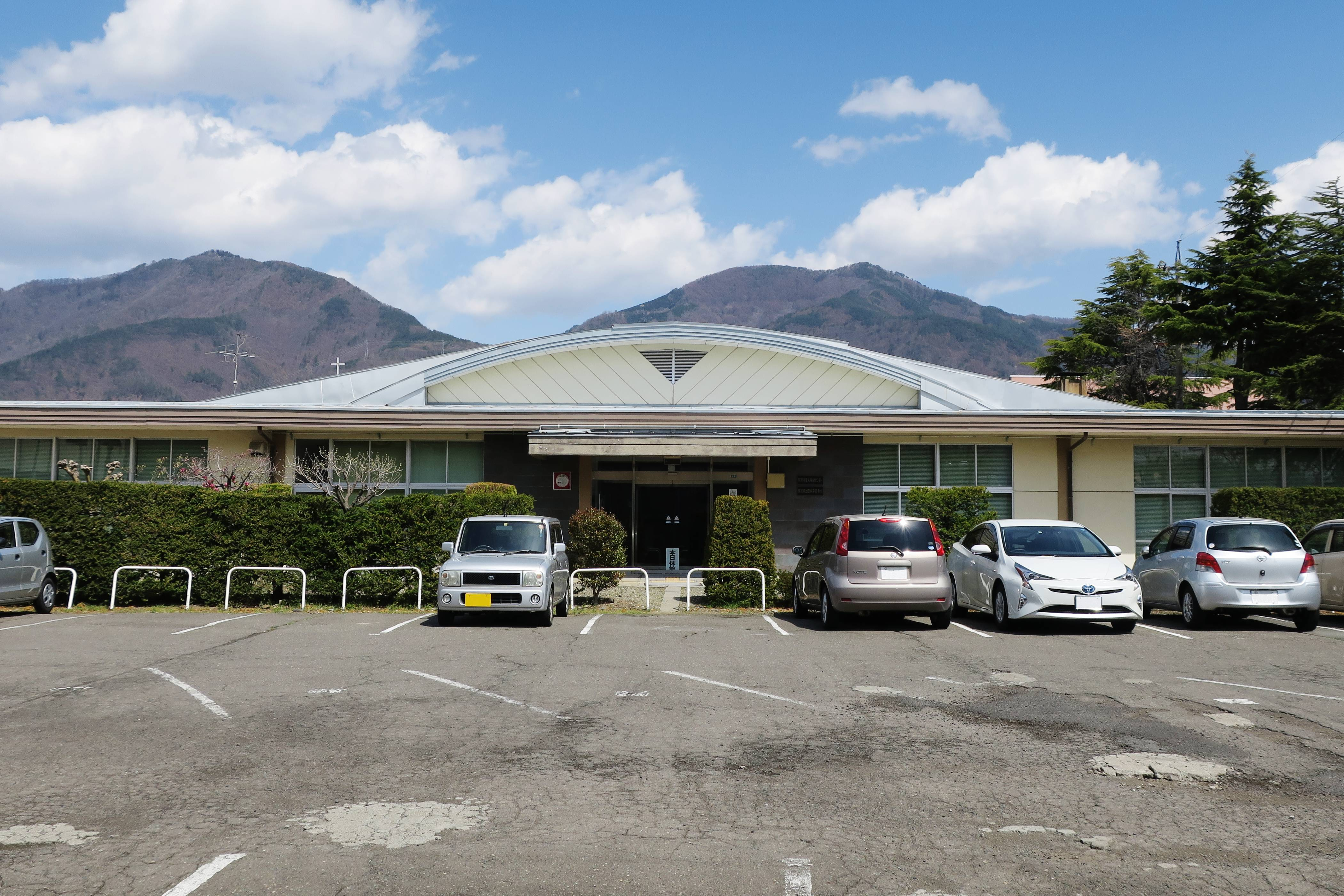
長野県上田点字図書館

上田市が設置する点字図書館で、1955年に開館。
明治30年（1897年）の「浄念寺盲人講習会」を起源とし、視覚障害者にも健常者同様の読書と情報提供を保障しようという図書館運動の展開の中で発展した。この点字図書館は、全国や海外におよぶ多数の登録読者層の読書要求に応えて、点字習得講習会・通信教育、盲導犬貸与事業を中心とする訓練事業など、様々な活動を展開している。